# نيكول بوروميو
نيكول يانس بوروميو (من مواليد 9 ديسمبر 2000) عارضة أزياء فلبينية وحاملة لقب ملكة جمال توجت بلقب بينيبينينغ فيليبيناس الدولية 2022، خلفًا لملكة جمال الستبقة هانا أرنولد من ماسبات. مثلت بلدها الفلبين في مسابقة ملكة جمال الدولية 2023 في شيبويا، طوكيو، اليابان. وحصل على المركز الثالث.

## نشأتها
ولدت نيكول يانس بوروميو في 9 ديسمبر 2000 في سيبو بالفلبين. وهي من مواليد غوادالوبي، مدينة سيبو. أكملت تعليمها الثانوي من جامعة أطباء سيبو في مانداو. التحقت بجامعة سان كارلوس للحصول على شهادة في التصميم الداخلي.

## روابط خارجية
- الموقع بينيبينينغ فيليبيناس الرسمي
- نيكول بوروميو على إنستغرام